# Absecon
Absecon – miasto w Stanach Zjednoczonych, w stanie New Jersey, w hrabstwie Atlantic. Według danych na rok 2020 miasto zamieszkiwało 9137 osób, a gęstość zaludnienia wyniosła 617,3 os./km².

## Położenie
Absecon ma całkowitą powierzchnię 18,69 km², w tym 14,16 km² stanowi ląd, a 4,53 km² stanowią wody. Miasto jest położone niedaleko miast takich jak: Atlantic City, Egg Harbor oraz Pleasantville.

## Demografia
Populacja:
| Rok        | 1880 | 1890  | 1900 | 1910  | 1920   | 1930   | 1940  | 1950 | 1960  | 1970  | 1980  | 1990 | 2000 | 2010  | 2020 |
| ---------- | ---- | ----- | ---- | ----- | ------ | ------ | ----- | ---- | ----- | ----- | ----- | ---- | ---- | ----- | ---- |
| Ludność    | 507  | 501   | 530  | 781   | 702    | 2158   | 2084  | 2355 | 4320  | 6094  | 6859  | 7298 | 7638 | 8411  | 9137 |
| Zmiana w % |      | –1,2% | 5,8% | 47,4% | –10,1% | 207,4% | –3,4% | 13%  | 83,4% | 41,1% | 12,6% | 6,4% | 4,7% | 10,1% | 8,6% |

Ludność według przedziałów wiekowych:
| Wiek                           | 0–5 lat | 6–17 lat | 18–64 lat | 65+ lat |
| ------------------------------ | ------- | -------- | --------- | ------- |
| Ludność w danym przedziale     | 512     | 1717     | 4825      | 2083    |
| Ludność w danym przedziale w % | 5,6%    | 18,8%    | 52,8%     | 22,8%   |

Struktura płci:
| Płeć                       | Mężczyźni | Kobiety |
| -------------------------- | --------- | ------- |
| Liczba osób danej płci     | 4541      | 4596    |
| Liczba osób danej płci w % | 49,7%     | 50,3%   |

Około 10,2% mieszkańców to Afroamerykanie, 5,5% to Azjaci, 0,6% to Indianie, a 12,2% to Hiszpanie. Według danych na rok 2019 średni dochód gospodarstwa domowego w mieście wynosił 70 393 dolary, a średni dochód na mieszkańca wyniósł 36 838 dolarów. Około 7,7% ludności znajdowało się poniżej granicy ubóstwa.

## Burmistrzowie
Dotychczas miastem zarządzało 17. burmistrzów:

- Edward Armstrong Wilson
- Westley C. Smith
- Elmer C. Bates
- J. Alton Mitchell
- Harry E. Mattson Sr.
- Alfred J. Kurtz
- John Potter Reilly
- Ira L. Giberson
- Leo Howlett, Sr.
- Franklin D. McCarthy
- Warren C. Irelan
- Joseph L. McGahn
- David S. Hodgson
- Orvis R. Leopardi
- Peter C. Elco
- John R. Armstrong
- Kim Hoton

## Klimat
Średnia temperatura wynosi 17 °C. Najcieplejszym miesiącem jest lipiec (28 °C), a najzimniejszym jest luty (–4 °C). Średnie opady wynoszą 1090 milimetrów rocznie. Najbardziej wilgotnym miesiącem jest październik (230 milimetrów opadów), a najbardziej suchym jest luty (79 milimetrów opadów).

Panoramiczna mapa Absecon z listą punktów orientacyjnych

| Miesiąc       | Styczeń | Luty    | Marzec   | Kwiecień | Maj     | Czerwiec | Lipiec  | Sierpień | Wrzesień | Październik | Listopad | Grudzień |
| ------------- | ------- | ------- | -------- | -------- | ------- | -------- | ------- | -------- | -------- | ----------- | -------- | -------- |
| Średnia temp. | 6,33 °C | 6,50 °C | 10,33 °C | 15,5 °C  | 21,1 °C | 26,1 °C  | 28,8 °C | 28,1 °C  | 25,1 °C  | 19,6 °C     | 13,6 °C  | 7,6 °C   |
| Średnie opady | 86 mm   | 79 mm   | 94 mm    | 89 mm    | 84 mm   | 84 mm    | 97 mm   | 130 mm   | 81 mm    | 230 mm      | 89 mm    | 97 mm    |

## Transport

### Drogi i autostrady

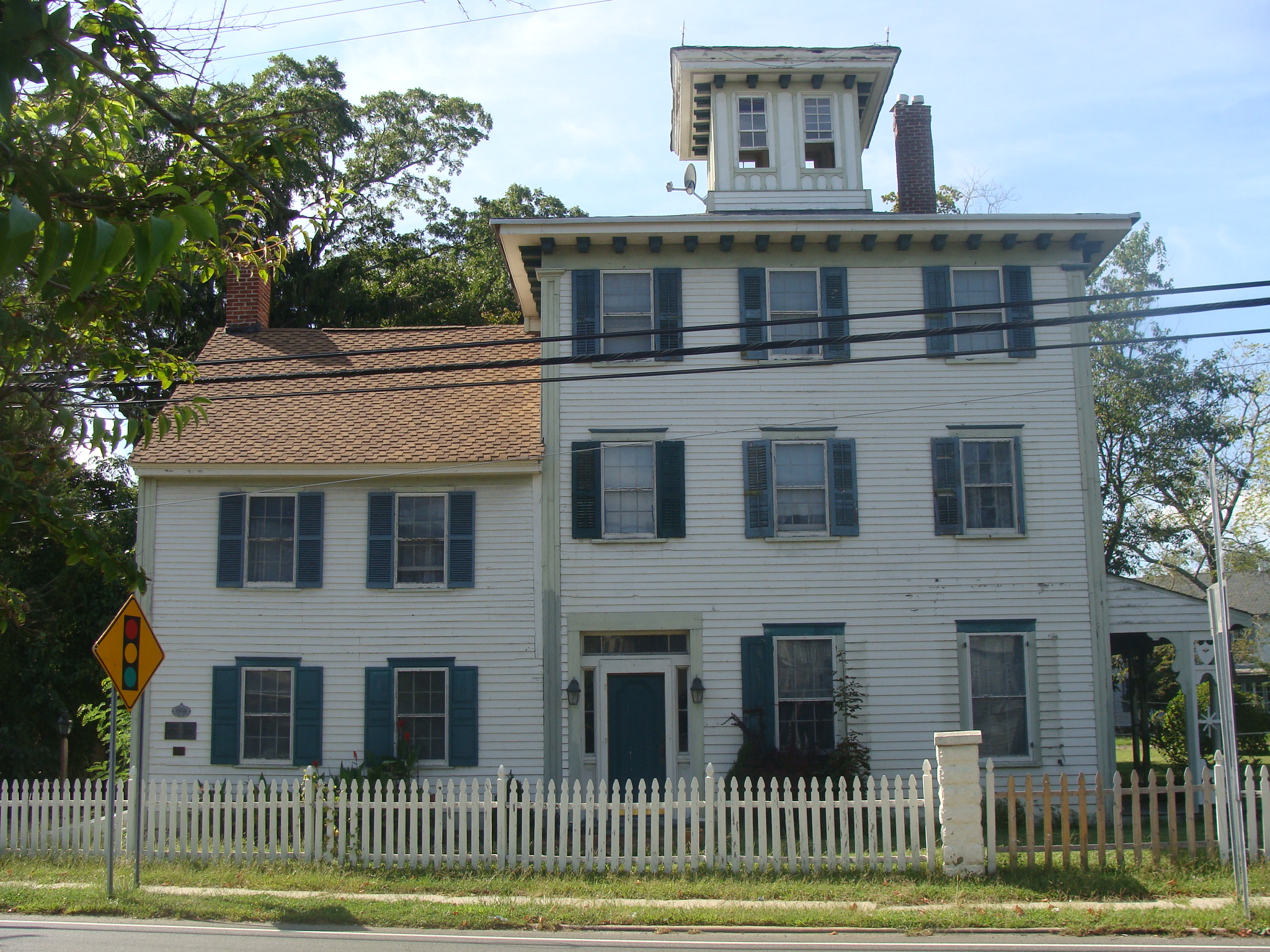
Dom Dr. Jonathana Pitneya

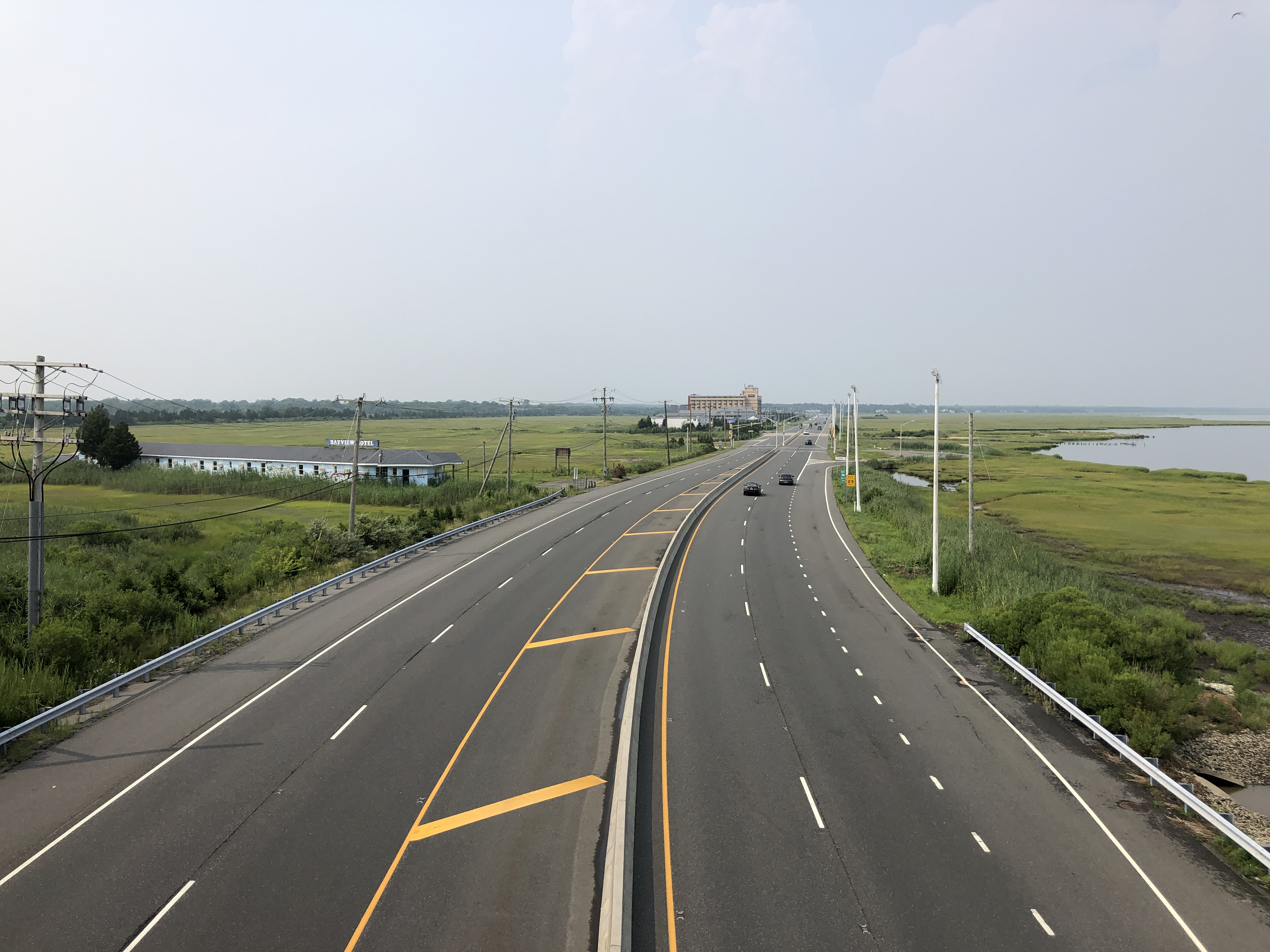
U.S. Route 30 w kierunku Absecon

W maju 2010 miasto miało łącznie 80 km dróg, z czego 56,52 km były utrzymywane przez gminę, a 11,35 km przez Departament Transportu New Jersey.
Przez Absecon przebiegają takie drogi jak: U.S. Route 9, U.S. Route 30, Trasa New Jersey 157 oraz Route 585.

### Transport publiczny

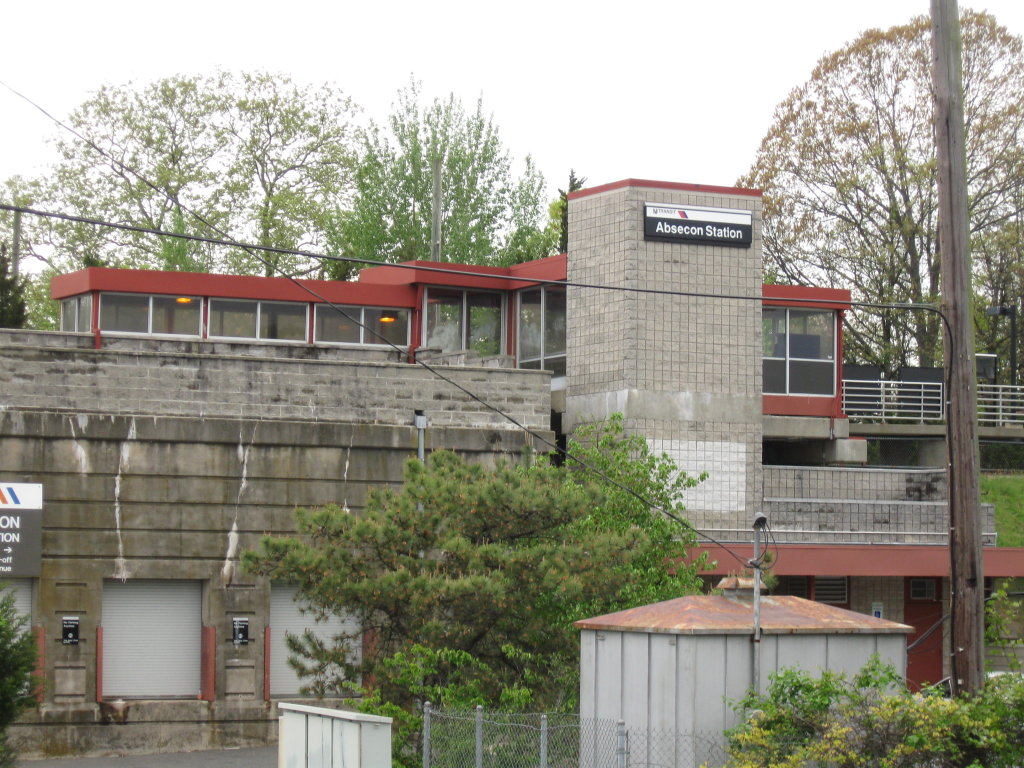
Stacja kolejowa Absecon

W mieście znajduje się Stacja Absecon otwarta 4 lipca 1854 roku na linii kolejowej Atlantic City Line. Stacja ma jedną krawędź peronową.
W Absecon znajdują się 3 linie autobusowe: 508, 554 i 559. 

## Osoby związane z Absecon
- Francis J. Blee – polityk Partii Republikańskiej[14]
- Joe Callahan – rugbista[15]
- Phil Ivey –  profesjonalny pokerzysta
- Michelle Malkin – komentatorka polityczna[16]